# Limonia (steltmug)
Limonia is een geslacht van tweevleugelige insecten uit de familie steltmuggen (Limoniidae). De wetenschappelijke naam van het geslacht is voor het eerst geldig gepubliceerd in 1803 door Johann Wilhelm Meigen. Hij had het geslacht reeds in 1800 beschreven onder de naam Amphinome maar die naam was al in gebruik voor een geslacht van borstelwormen (Amphinome Bruguière). Limonia was dus een nomen novum.
Limonia is een omvangrijk geslacht met meerdere honderden soorten en komt wereldwijd voor. De meeste soorten hebben vleugels met een duidelijk patroon van donkere vlekjes, maar soms ontbreken die of zijn het wazige vlekken. De larven leven in zeer uiteenlopende habitats met als gemeenschappelijk kenmerk dat ze erg vochtig zijn. Meestal is dat vochtige aarde. Sommige soorten leven in stilstaand of stromend water, andere in zandstranden, op vochtige rotswanden of op met algen begroeide stenen. Er zijn ook soorten die leven in rottend hout en in schimmels. Een paar tropische soorten leeft zelfs in het microhabitat gevormd door het water in de bladoksels van Bromeliaceae. Meestal leven zij van detritus, algen, plankton of protozoa, maar er zijn ook carnivore larven die zelfs soortgenoten lusten. Volwassen zijn het landdieren, zoals alle steltmuggen.

## Soorten
Deze lijst van 208 stuks is mogelijk niet compleet.
- L. acaenophora (Alexander, 1978)
- L. acinacis (Alexander, 1965)
- L. acutissima (Alexander, 1968)
- L. achates (Alexander, 1972)
- L. albifrons (Meigen, 1818)
- L. albipes (Senior-White, 1924)
- L. alboangusta (Alexander, 1972)
- L. alienata (Alexander, 1948)
- L. alopecura (Alexander, 1935)
- L. amabilis (Alexander, 1924)
- L. amblymera (Alexander, 1967)
- L. amicula (Alexander, 1921)
- L. angulosa (Alexander, 1966)
- L. annulata (Lackschewitz, 1940)
- L. anteterminalis (Alexander, 1965)
- L. anthracina (Alexander, 1922)
- L. aquilina (Stary, 1984)
- L. argopoda (Alexander, 1960)
- L. arthritica (Alexander, 1936)
- L. atnitta (Theischinger, 1994)
- L. atridorsum (Alexander, 1920)
- L. atrisoma (Alexander, 1940)
- L. atroaurata (Alexander, 1931)
- L. atwatye (Theischinger, 2000)
- L. aureolenta (Alexander, 1948)
- L. ayodhya (Alexander, 1966)
- L. badia (Walker, 1848)
- L. bagobo (Alexander, 1931)
- L. bidens (Savchenko, 1979)
- L. bifaria (Alexander, 1965)
- L. bilan (Alexander, 1931)
- L. bilobulifera (Alexander, 1931)
- L. bipendula (Alexander, 1978)
- L. bistigma (Coquillett, 1905)
- L. borealis (Doane, 1900)
- L. bougainvilleana (Alexander, 1971)
- L. brachylabis (Alexander, 1965)
- L. brunettiella (Alexander, 1929)
- L. bryaniana (Alexander, 1929)
- L. cairnensis (Alexander, 1921)
- L. calcarifera (Alexander, 1936)
- L. caucasica (Lackschewitz, 1940)
- L. cinctiventris (Brunetti, 1912)
- L. citrofocalis (Edwards, 1926)
- L. congesta (Alexander, 1967)
- L. costalis (Wiedemann, 1824)
- L. chaseni (Edwards, 1933)
- L. dactylolabis (Alexander, 1921)
- L. deceptor (Alexander, 1956)
- L. decurvans (Alexander, 1959)
- L. desiderata (Alexander, 1932)
- L. devata (Alexander, 1965)
- L. dilutior (Edwards, 1921)
- L. dilutissima (Alexander, 1933)
- L. dipinax (Alexander, 1948)
- L. distivena (Alexander, 1935)
- L. ectopa (Alexander, 1967)
- L. edax (Alexander, 1961)
- L. edura (Alexander, 1935)
- L. egesta (Alexander, 1948)
- L. elephantella (Alexander, 1972)
- L. elephantina (Alexander, 1940)
- L. eos (Stary and Savchenko, 1976)
- L. episema (Alexander, 1924)
- L. erugata (Alexander, 1978)
- L. esakii (Alexander, 1922)
- L. evittata (Edwards, 1926)
- L. expedita (Alexander, 1936)
- L. festiva (Brunetti, 1912)
- L. firestonei (Alexander, 1930)
- L. flavipes (Fabricius, 1787)
- L. flavoterminalis (Alexander, 1922)
- L. fraudulenta (Alexander, 1928)
- L. fusciceps (Alexander, 1924)
- L. garoana (Oosterbroek, 2009)
- L. gissarica (Savchenko, 1979)
- L. goodenoughensis (Alexander, 1978)
- L. graciosa (Alexander, 1978)
- L. habra (Alexander, 1972)
- L. hebridicola (Alexander, 1948)
- L. hera (Alexander, 1948)
- L. hercegovinae (Strobl, 1898)
- L. hians (Alexander, 1967)
- L. hostilis (Alexander, 1933)
- L. inconsiderata (Alexander, 1956)
- L. indigena (Osten Sacken, 1860)
- L. infantula (Edwards, 1931)
- L. infausta (Alexander, 1930)
- L. insitiva (Alexander, 1951)
- L. interjecta (Stary, 1974)
- L. iridescens (Edwards, 1912)
- L. japonica (Alexander, 1913)
- L. juvenca (Alexander, 1935)
- L. karafutonis (Alexander, 1924)
- L. kashmirica (Edwards, 1927)
- L. kumbu (Theischinger, 1994)
- L. kuschei (Alexander, 1958)
- L. labuana (Edwards, 1931)
- L. lackschewitziana (Alexander, 1933)
- L. lateroflava (Alexander, 1971)
- L. lateromacula (Edwards, 1933)
- L. latiorflava (Alexander, 1966)
- L. lindbergi (Nielsen, 1962)
- L. longeantennata (Alexander, 1936)
- L. longivena (Edwards, 1911)
- L. luteipostica (Alexander, 1965)
- L. luteivittata (Alexander, 1930)

- L. lyssa (Alexander, 1967)
- L. macateei (Alexander, 1916)
- L. macrostigma (Schummel, 1829)
- L. maculicosta (Coquillett, 1905)
- L. maculipennis (Meigen, 1818)
- L. messaurea (Mendl, 1971)
- L. metatarsalba (Alexander, 1923)
- L. microlabis (Edwards, 1926)
- L. micropyga (Alexander, 1954)
- L. monilis (Alexander, 1932)
- L. mouicola (Alexander, 1948)
- L. murcida (Alexander, 1967)
- L. nebulinervis (Alexander, 1966)
- L. negativa (Edwards, 1933)
- L. nemoralis (Savchenko, 1983)
- L. neoindigena (Alexander, 1924)
- L. nigrella (Alexander, 1929)
- L. nigropunctata (Schummel, 1829)
- L. nitobei (Edwards, 1916)
- L. niveipes (Brunetti, 1912)
- L. nominata (Alexander, 1936)
- L. nubeculosa (Meigen, 1804)
- L. nussbaumi (Stary and Freidberg, 2007)
- L. ocellata (von Roder, 1886)
- L. omniflava (Alexander, 1936)
- L. pacata (Alexander, 1930)
- L. pacatella (Alexander, 1934)
- L. pacatina (Edwards, 1933)
- L. pallidipleura (Alexander, 1924)
- L. pannonica (Kowarz, 1868)
- L. parietina (Osten Sacken, 1861)
- L. parvipennis (Alexander, 1940)
- L. parvispiculata (Alexander, 1934)
- L. penumbrata (Edwards, 1932)
- L. peramabilis (Alexander, 1967)
- L. perbeata (Alexander, 1938)
- L. perdistincta (Alexander, 1979)
- L. perextensa (Alexander, 1971)
- L. perissoptera (Alexander, 1962)
- L. pernigrina (Alexander, 1938)
- L. pernodosa (Alexander, 1965)
- L. perproducta (Alexander, 1967)
- L. phragmitidis (Schrank, 1781)
- L. pilosicaudata (Alexander, 1931)
- L. platyterga (Alexander, 1956)
- L. pondoensis (Alexander, 1930)
- L. pristomera (Alexander, 1972)
- L. procericornis (Alexander, 1978)
- L. prolixicornis (Alexander, 1931)
- L. prolixisetosa (Alexander, 1971)
- L. pronotalis (Alexander, 1931)
- L. propior (Alexander, 1963)
- L. prudentia (Alexander, 1935)
- L. pullata (Alexander, 1924)
- L. pygmea (Macquart, 1838)
- L. quantilla (Alexander, 1934)
- L. raiateaae (Alexander, 1947)
- L. rantaiensis (Alexander, 1929)
- L. sanguinea (Doleschall, 1857)
- L. sannionis (Alexander, 1967)
- L. serandi (Alexander, 1919)
- L. serpula (Alexander, 1967)
- L. shushna (Alexander, 1952)
- L. sociabilis (Osten Sacken, 1869)
- L. splendens (Kuntze, 1920)
- L. stenolabis (Alexander, 1965)
- L. stigma (Meigen, 1818)
- L. stoneri (Alexander, 1925)
- L. striopleura (Edwards, 1919)
- L. subaequalis (Savchenko, 1979)
- L. subhostilis (Alexander, 1935)
- L. submurcida (Alexander, 1968)
- L. subpacata (Alexander, 1931)
- L. subprolixa (Alexander, 1931)
- L. sylvicola (Schummel, 1829)
- L. synempora (Alexander, 1933)
- L. syrma (Alexander, 1978)
- L. tagax (Alexander, 1954)
- L. talungensis (Alexander, 1971)
- L. tanakai (Alexander, 1921)
- L. tanyrhyncha (Alexander, 1965)
- L. taurica (Strobl, 1895)
- L. tessellatipennis (Alexander, 1936)
- L. thaleitrichia (Alexander, 1979)
- L. thanatos (Alexander, 1949)
- L. tigriventris (Alexander, 1968)
- L. tristigma (Osten Sacken, 1860)
- L. trivittata (Schummel, 1829)
- L. tuta (Alexander, 1935)
- L. ubensis (Alexander, 1930)
- L. uniaculeata (Alexander, 1956)
- L. vajra (Alexander, 1958)
- L. venustula (Alexander, 1921)
- L. vibhishana (Alexander, 1965)
- L. viridicolor (Alexander, 1955)
- L. viticola (Alexander, 1978)
- L. woosnami (Alexander, 1920)
- L. yakushimensis (Alexander, 1930)
- L. yapicola (Alexander, 1972)
- L. yellowstonensis (Alexander, 1945)
- L. yeranda (Theischinger, 1994)